# Rušník muzejní
Rušník muzejní (Anthrenus museorum) je druh brouka, který ve své larvální formě poškozuje všechny formy suché kůže a vlasů.
Je tak považován za škůdce, protože ničí mimo jiné kůži preparovaných zvířat v zoologických sbírkách a muzeích.

## Popis

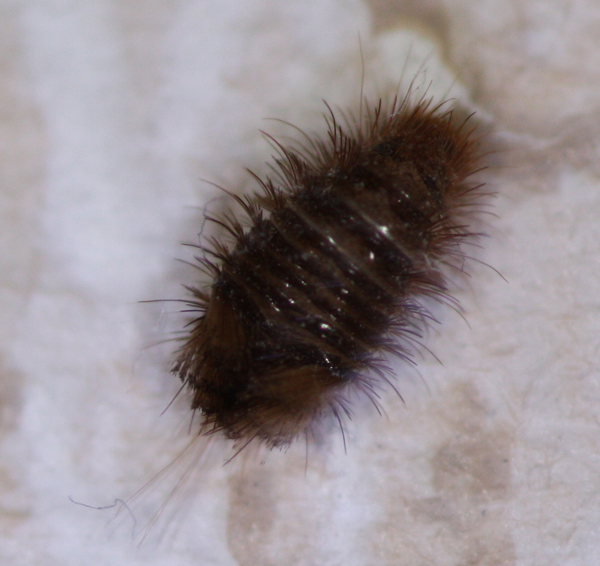
Larva

Larva je nažloutlá, chlupatá a měří 4,5 milimetru. Prodělává 6-12 larválních stádií. Vývoj trvá 3,5 – 12 měsíců.
Dospělec měří 2 až 4 mm. Má kulatý tvar a tmavé, světle tečkované krovky.

## Rozšíření
Druh je kosmopolitní (objevuje se v Evropě, Severní Americe, Asii, Africe i Austrálii).

## Biologie
Žije na venkovních rostlinách, jeden až dva týdny. Preferuje květy hvězdnicovitých, miříkovitých a krtičníkovitých.
Ke kladení vajíček hledá samice zákoutí, koberce nebo vlnu, kde by larvám zajistila potravu. Jednou ročně snáší 40 vajec najednou.
Larvy ničí živočišné zbytky - mohou tak zdevastovat muzeální sbírky vycpaných zvířat, ale i herbáře nebo knihy. Dospělci se živí nektarem nebo pylem.